# Midone
Nella mitologia greca,  Midone  era il nome di vari personaggi citati nell'Iliade di Omero, presenti nella guerra di Troia, nata per colpa del rapimento di Elena, moglie di Menelao un re acheo, effettuato da Paride figlio del re troiano Priamo.

## Il mito
Sotto tale nome ritroviamo:
- Midone, soldato alleato dei troiani, uno dei peoni che morì in battaglia contro Achille, dopo che Patroclo il suo più caro amico, fu ucciso. Il suo cadavere fu gettato nello Scamandro: andò poi carbonizzato in seguito all'incendio provocato da Efesto per contenere la rabbia del fiume. L'anima di Midone non poté raggiungere il cancello dell'Ade, a causa del mancato rito funebre.
- Midone, figlio di Atimnio, era il giovane scudiero e auriga del re dei Paflagoni Pilemene, alleato dei troiani. Fu ucciso in battaglia da Antiloco; questi dapprima lo colpì al braccio con una grossa pietra costringendolo ad abbandonare le cinghie d'avorio con cui guidava i cavalli; quindi Antiloco, approfittando dello stordimento di Midone, gli conficcò la spada nella tempia; i cavalli, imbizzarritisi, presero la fuga trascinando in una folle corsa il carro col giovane agonizzante, che, caduto su un lato, restò con le gambe incastrate nel mezzo e la testa ciondolante al di fuori, per poi finire a terra in conseguenza di uno strattone, dove esalò l'anima. Antiloco si impadronì del cocchio e lo portò via come bottino.

 " Uccisero allora Pilemene paragonabile ad Ares,

capo dei Paflagoni, guerrieri magnanimi.

Questo appunto Menelao buona lancia, figliuolo d'Atreo,

colpì di lancia, mentre era fermo, alla clavicola,

e Antiloco ferì Midone, il suo scudiero auriga,

il nobile figlio d'Atimnio, mentre voltava i cavalli solidi zoccoli.

cogliendolo al gomito con una pietra; giù dalla mano

le briglie, bianche d'avorio, caddero nella polvere.

Antiloco slanciandosi cacciò nella tempia la spada,

e quello cadde dal cocchio ben lavorato, rantolando,

a testa in giù, nella polvere, sul cranio e sulle spalle:

stette a lungo diritto così - che trovò alta la sabbia -

fin che i cavalli, urtandolo, lo stesero nella polvere.

Antiloco li frustò, li guidò fra l'esercito acheo.  " 
(Omero, Iliade, libro V, traduzione di Rosa Calzecchi Onesti)

### Fonti
- Omero, Iliade V, versi 580 e seguenti; libro XXI 209 e seguenti.

### Traduzione delle fonti
- Omero, Iliade, quinta edizione, Bergamo, BUR, 2005, ISBN 88-17-17273-1. Traduzione di Giovanni Cerri